# Lacunes de Kirkwood
Les lacunes de Kirkwood, nommées d'après Daniel Kirkwood, le physicien qui les a découvertes en 1866, sont des lacunes qui apparaissent dans les graphiques où les astéroïdes de la ceinture principale sont classés selon leur période orbitale (ou de façon équivalente leur demi-grand axe). L'histogramme qui en résulte montre clairement que leur distribution n'est pas aléatoire, mais en dents de scie.

## Description

Diagramme représentant la distribution des astéroïdes en fonction du demi-grand axe à l'intérieur du « cœur » de la ceinture. Les flèches pointent les lacunes de Kirkwood, où les effets de résonance orbitale avec Jupiter déstabilisent les orbites des petits corps qui pourraient s'y trouver.

La distribution met également en évidence différentes pointes. Ces pointes et ces lacunes correspondent aux périodes qui sont des diviseurs simples de la période orbitale de Jupiter. Ainsi, par exemple, il y a très peu d'astéroïdes qui ont un demi-grand axe de 2,5 ua, et une période de 4 ans, qui correspond au tiers de la période orbitale de Jupiter.
Daniel Kirkwood pensait que ces lacunes étaient causées par des résonances orbitales, c'est-à-dire des perturbations gravitationnelles de Jupiter. En d'autres termes, si un astéroïde orbitait trois fois autour du Soleil dans le même temps que Jupiter couvrait une seule orbite, cet astéroïde serait éjecté de son orbite.
Ce phénomène va ainsi désorbiter tout astéroïde se trouvant près d'une lacune, sa trajectoire pouvant alors le faire entrer en collision avec un autre objet du Système solaire. Néanmoins, les comportements à long terme des orbites des astéroïdes sont difficiles à prédire, et certains astéroïdes en résonance 3:1 semblent avoir des orbites stables.
Les pointes correspondent aux perturbations de Jupiter qui aident à stabiliser les orbites.

### Mécanismes plus précis
La plupart des lacunes de Kirkwood sont peu peuplées, contrairement aux résonances de mouvement moyen (MMR) de la résonance 3:2 de Neptune ou de Jupiter, qui conservent les objets capturés lors de la migration de la planète géante dans le modèle de Nice. La perte d'objets des lacunes de Kirkwood est due au chevauchement des résonances séculaires ν5 et ν6 à l'intérieur des résonances de mouvement moyen. 
Les éléments orbitaux des astéroïdes varient donc de façon chaotique et évoluent vers des orbites croisant celles des planètes en quelques millions d'années. 
La résonance orbitale 2:1 a cependant quelques isolats relativement stables. Ces isolats sont peu peuplés en raison de la diffusion lente sur des orbites moins stables. Ce processus, qui est lié au fait que Jupiter et Saturne sont proches d'une résonance 5:2, aurait pu être plus rapide si les orbites de Jupiter et de Saturne avaient été plus rapprochées.

## Liste des lacunes
Voici les lacunes de Kirkwood et leur rayon orbital moyen :
- 1,9 ua (résonance 9:2)
- 2,06 ua (résonance 4:1)
- 2,25 ua (résonance 7:2)
- 2,5 ua (résonance 3:1), mais le groupe d'Alinda s'y trouve
- 2,706 ua (résonance 8:3)
- 2,82 ua (résonance 5:2)
- 2,95 ua (résonance 7:3)
- 3,27 ua (résonance 2:1), mais le groupe de Griqua s'y trouve
- 3,7 ua (résonance 5:3)

Les lacunes les plus significatives correspondent aux résonances 3:1, 5:2, 7:3 et 2:1.

## Voir également
- Résonance orbitale